# مقتل يحيى السنوار
في يوم الأربعاء الموافق 16 أكتوبر من عام 2024، قتل الجيش الإسرائيلي الزعيم السياسي لحركة المقاومة الاسلامية حماس يحيى السنوار بعد تبادل إطلاق نار في رفح، جنوب قطاع غزة. أفاد الجيش الإسرائيلي وجهاز الشاباك أنه أثناء اشتباك بين مقاتلي حماس ولواء 828 بسلاماخ في رفح أُطلقت قذائف الدبابات على مبنى مفخخ وأُرسِلَت طائرة بدون طيار مزودة بكاميرا للتأكد من أنه كان خالٍ من المقاتلين. ذكرت إذاعة الجيش الإسرائيلي أنه أُجري اختبارات الحمض النووي لتحديد ما إذا كانت الجثة تعود للسنوار. وكان السنوار، الذي يُعد أحد أكثر المطلوبين في إسرائيل بعد هجوم 7 أكتوبر، في المبنى مع شخصين آخرين أحدهما حارسه الشخصي و قائد كتيبة تل السلطان في رفح محمود حمدان. ووصفت العملية العسكرية بأنها غير مخطط لها وعشوائية. اُسْتُدْعِي المحققون الذين استجوبوا السنوار سابقا وكذلك طبيب أسنان للتعرف على الجثة والتي نُقلت لاحقًا إلى إسرائيل.
قال الكاتب المختص في الشأن الإسرائيلي إيهاب جبارين أن «عملية اغتيال السنوار كانت محض صدفة ومجرياتها خارج سياق الترتيبات العسكرية الإسرائيلية». يُستخدم «المقتل» للقتل غير المتعمد، بينما يُشير «الاغتيال» إلى القتل المتعمد والمخطط لشخص معين؛ لذا يُستخدم مصطلح «مقتل» عند الحديث عن يحيى السنوار وليس «اغتيال».
وُصِف السنوار بأنه مهندس الهجوم الأكبر والأكثر جرأة على إسرائيل في 7 أكتوبر 2023، وهو الهجوم الذي أشعل شرارة حرب ضارية بين المقاومة الفلسطينية وقوات الاحتلال، واعتبر السنوار رمزًا للصمود والقوة، قاد حماس بحزم منذ 2017، وكرس حياته لتعزيز قوة المقاومة، وتوطيد العلاقات مع إيران وحزب الله، ليصبح أحد أكثر الشخصيات تأثيرًا في الساحة الفلسطينية. رغم أنه كان هدفًا دائمًا لقوات الاحتلال، إلا أنه لم يتراجع أو يختبئ، وظل يقاتل على الأرض حتى النهاية، مرتديًا زيه العسكري وحاملاً بندقيته. ترك السنوار وراءه إرثًا من المقاومة والإرادة لأجيال قادمة، وهو الذي طالما قال إن الموت في سبيل الوطن والدين شرف لا يخافه.

## خلفية
شغل يحيى السنوار منصب قائد حركة حماس في قطاع غزة منذ فبراير 2017. تميزت قيادته بالتركيز على تعزيز القدرات العسكرية وإقامة تحالفات مع إيران وحزب الله، ملتزمًا بتدمير إسرائيل. يُعتقد أنه، إلى جانب محمد الضيف، كان أحد المهندسين الرئيسيين لعملية طوفان الأقصى في 7 أكتوبر 2023. خططت المجموعة تحت قيادته لهذا الهجوم لمدة عامين قبل تنفيذه. بإطلاق هذا الهجوم، والذي هو الأكثر دموية في تاريخ إسرائيل، أشعل السنوار الحرب الفلسطينية الإسرائيلية في 2023، وهي واحدة من أكثر الصراعات دموية في القضية الفلسطينية. كما استدرج السنوار إيران وأعضاء آخرين في محور المقاومة، بما في ذلك حزب الله، إضافة إلى حركة أنصار الله الحوثيون والمقاومة العراقية وحماس العراق، إلى الحرب مع إسرائيل. صُنِّف السنوار كإرهابي من قبل الحكومة الأمريكية في سبتمبر 2015.
أصدرت المحكمة الجنائية الدولية لائحة اتهام بجرائم حرب ضد السنوار في مايو 2024. بعد اغتيال إسماعيل هنية في إيران، اختير السنوار لرئاسة المكتب السياسي للحركة في 6 أغسطس 2024، وفي الشهر التالي، وجّهت وزارة العدل الأمريكية اتهامات جنائية ضد السنوار.

يُذكر أن إسرائيل كانت على علم لعدة أشهر بأن السنوار يختبئ في حي تل السلطان في رفح، على الرغم من عدم معرفة موقعه الدقيق. في 31 أغسطس، قُتِل ستة رهائن بالقرب من المبنى الذي قُتل فيه السنوار، ويُقال إنه كان في نفس النفق معهم.

## مقتله
في 17 أكتوبر 2024، أفاد الجيش الإسرائيلية بأن هناك «احتمالاً كبيراً» أن السنوار قد قُتِل. أطلق جنود من لواء بيسلماخ النار وتفرقت المجموعة، ودخل اثنان مبنى واحدًا والثالث الذي ثبت لاحقًا أنه السنوار، دخل مبنى آخر وصعد إلى الطابق الثاني. أصيب جندي من الجيش الإسرائيلي بجروح خطيرة أثناء تبادل إطلاق النار مع السنوار. ثم أطلقت دبابة قذيفة على موقع السنوار، وبدأ جنود المشاة في تمشيط المبنى لكن ألقى السنوار عليهم قنبلتين يدويتين؛ انفجرت إحداهما والأخرى لم تنفجر ثم انسحبت القوات وأرسلت طائرة مسيرة اكتشفته مصابًا بوجه مغطى يحاول إسقاط الطائرة المسيرة في الهواء مستخدمًا عصا. قُتل السنوار أخيرًا عندما انهار جزء من المبنى فوقه وهو مرتديًا زيًا عسكريًا، ويرتدي كوفية ويمسك ببندقية كلاشينكوف.

### ترتيب الأحداث
حوالي الساعة العاشرة صباحًا في يوم 16 أكتوبر 2024، لاحظت قوات الجيش الإسرائيلي أشخاصًا مشبوهين يدخلون ويخرجون من مبنى في محيطهم، وبعد ذلك صدر أمر بالاشتباك. في الساعة الثالثة عصرًا، رصدت طائرة مسيرة تابعة للجيش الإسرائيلي ثلاثة مسلحين يخرجون من المبنى، وكان اثنان منهم يرتديان البطانيات ويُفسحان الطريق للشخص الثالث للدخول لمبنى. فتحت القوات النار، ودخل السنوار إلى مبنى آخر وصعد إلى الطابق الثاني. أُصيب جندي إسرائيلي بجروح خطيرة في تبادل إطلاق النار الذي تلا ذلك. أطلقت دبابة قذيفة على مكان تواجد السنوار، وبدأ الجنود في تمشيط المبنى. ألقى السنوار قنبلتين يدويتين باتجاه الجنود؛ انفجرت إحداهما ولم تنفجر الأخرى. تراجعت القوات بعد ذلك وأرسلت طائرة مسيرة رصدت شخصًا مصابًا مغطى الوجه يحاول إسقاط الطائرة باستخدام عصا. ذكرت تقارير إسرائيلية أن تشريح الجثة أظهر أن سبب الوفاة هو طلق ناري في الرأس.
بعد الحادثة، اكتشفت القوات جثة تشبه السنوار إلى حد كبير، كانت ترتدي زيًا عسكريًا وتحمل قنبلة يدوية وسلاحًا ناريًا، حيث وقع الاشتباك. أفادت تقارير أنه عُثِر معه على 40,000 شيكل نقدًا، وولاعة، وجواز سفر لا يخصه وكان يعود لأحد معلمي الأونروا، وتفيد التقارير أيضًا أن الجثث الثلاث التي عُثِر عليها كانت تحمل أموالًا وأسلحة وهويات مزيفة.
أبلغ المسؤولون الإسرائيليون بعد ذلك مجلس الأمن الإسرائيلي باحتمالية مقتل السنوار. لم تكن القوات الإسرائيلية تستهدف السنوار بشكل محدد خلال العملية، ولم تتوقع وجوده حتى في المنطقة.
أشارت التقارير الأولية إلى أنه سيُجرى اختبارات الحمض النووي والبصمات والأسنان للتأكد من الهوية رسميًا، حيث يحتفظ الجيش الإسرائيلي بسجلات السنوار منذ فترة سجنه. انتشرت صور على وسائل التواصل الاجتماعي يُعتقد أنها لجثة السنوار مع جروح في الرأس والساق. ووفقًا لصحيفة «نيويورك تايمز»، كانت الصور متطابقة مع لقطات أرشيفية للسنوار، ومنها أسنانه والشامات المميزة.
أكدت صحيفة «يديعوت أحرونوت» الإسرائيلية، التي نشرت أيضًا صورًا للجثة، أن وحدة الشرطة الجنائية الإسرائيلية طابقت السجلات السنية للسنوار بشكل كامل. وقالت الشرطة الإسرائيلية في بيان إن الجثة تطابقت مع سجلات أسنان السنوار وبصمات أصابعه. وأُكّد على الهوية أيضًا من خلال اختبار الحمض النووي، كما أكدت حماس من خلال باسم نعيم مقتله في حوالي الساعة الثالثة من بعد ظهر يوم الجمعة الموافق 18 أكتوبر 2024.

## ردود الأفعال

### فلسطين
- حركة حماس: نعت الحركة استشهاد السنوار وقالت في بيان: «بكل معاني الشموخ والكبرياء والعزة والكرامة ننعى إلى شعبنا الفلسطيني وإلى أمتنا جميعا وأحرار العالم رجلا من أنبل الرجال وأشجع الرجال، رجلا كرس حياته من أجل فلسطين، وقدم روحه في سبيل الله على طريق تحريرها، صدق الله فصدقه الله، واصطفاه شهيدا مع من سبقه من اخوانه الشهداء: ننعى القائد الوطني الكبير الأخ المجاهد الشهيد يحيى السنور (أبو إبراهيم)» رئيس المكتب السياسي لحركة المقاومة الإسلامية (حماس) وقائد معركة طوفان الأقصى الذي ارتقى بطلا شهيدا، مقبلا غير مدبر، ممتشقا سلاحه، مشتبكا ومواجها لجيش الاحتلال في مقدمة الصفوف، يتنقل بين كل المواقع القتالية صامدا مرابطا ثابتا على أرض غزة العزة، مدافعا عن أرض فلسطين ومقدساتها، وملهما في إذكاء روح الصمود والصبر والرباط والمقاومة.[45][46]
  -  كتائب القسام: نعت الكتائب استشهاد السنوار وقالت: «إنه لمن دواعي الفخر أن تقدم حركتنا القادة قبل الجند، وأن يتقدم قادتها قافلة شهداء شعبنا الذين قدموا أرواحهم ودماءهم في سبيل الله وعلى طريق تحرير فلسطين، وأن يستشهد قائدها بين إخوانه المجاهدين بطلاً مشتبكاً مع الغزاة الذين ظنوا أن غزة يمكن أن تكون لقمةً سائغةً لجيشهم الجبان.[47]
- منظمة التحرير الفلسطينية: نعت اللجنة التنفيذية لمنظمة التحرير إلى أبناء الشعب الفلسطيني وفصائل العمل الوطني كافة، «استشهاد يحيى السنوار وقالت اللجنة التنفيذية في بيان: «إن استمرار الاحتلال الإسرائيلي في ارتكاب المجازر الوحشية وحرب الإبادة الجماعية بحق أبناء شعبنا وامتنا العربية في فلسطين ولبنان، تؤكد مجددا عدم انصياع حكومة اليمين المتطرف في الكيان الصهيوني لقرارات الشرعية الدولية، وهذا يجعلنا أكثر حاجة لتوحيد صفوفنا في إطار منظمة التحرير الفلسطينية، الممثل الشرعي والوحيد لشعبنا وتحمل مسؤولياتنا الوطنية للتصدي لكل محاولات أعدائنا الهادفة إلى تصفية قضيتنا الوطنية، واستعادة كامل حقوقنا غير منقوصة، بالعودة وبإنهاء الاحتلال وتجسيد إقامة دولتنا الفلسطينية في كافة أراضينا المحتلة على حدود العام 1967 والقدس عاصمتها الأبدية» ودعت الأمم المتحدة وأطراف المجتمع الدولي كافة للبدء «باتخاذ الخطوات العملية لتنفيذ قراراتها سواء التي أقرها مجلس الأمن أو الجمعية العامة للأمم المتحدة ومحكمة العدل الدولية».[48]

### الإسرائيلية
غرد وزير الدفاع الإسرائيلي يوآف غالانت قائلاً إن «إسرائيل ملتزمة بالقضاء» على ما أسماهم «الإرهابيين أينما كانوا»، وزعم أن مقتله «يرسل رسالة واضحة إلى جميع عائلات القتلى في هجمات السابع من أكتوبر وعائلات الرهائن الإسرائيليين في غزة: نحن نفعل كل شيء من أجل الوصول إلى أولئك الذين أذوا أحباءكم وتحرير الرهائن وإعادتهم إلى عائلاتهم». فيما وقال زعيم المعارضة يائير لبيد إن الحكومة يجب أن تغتنم الفرصة للتصرف بحزم بشأن الرهائن. فيما إدعى رئيس الوزراء الإسرائيلي بنيامين نتنياهو وقال أن مقتل السنوار يمثل «بداية النهاية للحرب في غزة».

### محور المقاومة
- إيران: علقت بعثة إيران الأممية لدى الأمم المتحدة على خبر مقتله في تدوينة على منصة إكس: «عندما قامت القوات الأمريكية بسحب صدام حسين من حفرة تحت الأرض، توسل لهم ألا يقتلوه رغم كونه مسلحا، أولئك الذين اعتبروا صدام نموذجاً لهم في المقاومة، قد انهاروا في نهاية المطاف، ومع ذلك، عندما يتطلع المسلمون إلى الشهيد السنوار واقفاً في ساحة المعركة - بالزي القتالي وفي العراء، وليس في مخبأ، في مواجهة العدو - فإن روح المقاومة ستتقوى. وسيكون نموذجاً للشباب والأطفال الذين سيواصلون مسيرته نحو تحرير فلسطين. وطالما استمر الاحتلال والعدوان فإن المقاومة ستبقى، فالشهيد يبقى حيا ومصدر إلهام».[54] ونعى المرشد الأعلى الإيراني علي خامنئي السنوار وقال: «أنّ حماس حيّة وستبقى حيّة» وأضاف أن السنوار «كان رمزاً بارزاً للمقاومة والجهاد، وقد صمد بعزيمة فولاذية في وجه العدو المعتدي والظالم ووجّه له صفعة بحكمة وشجاعة مخلداً في تاريخ هذه المنطقة ذكرى السابع من أكتوبر، التي يستحيل تعويضها».[55][56] فيما نعى الرئيس الإيراني مسعود بزشكيان السنور وقال: «إذا غاب سيدٌ قام سيدٌ» وإنه «باستشهاد الجنرالات والأبطال والقادة لن يكون هناك تراجع عن مقاومة الأمة الإسلامية ضد الاحتلال الإسرائيلي»، وأضاف أنّ «الجهاد مقابل العدوان وتقديم الحرية لأصحاب الأراضي المحتلة الحقيقيين هما حراك عظيم وهدف سامٍ لن يتوقفا عند استشهاد أبطال هذه الساحة».[57]
- حزب الله: نعى الحزب استشهاد السنوار وقال في بيان: «إن القائد الشهيد يحيى السنوار الذي حمل الأمانة وشعلة القيادة من الشهيد القائد إسماعيل هنية كي يكمل مسيرة المقاومة والعطاء والتضحيات مع المجاهدين الأبطال والمقاومين الشجعان، الذي وقف في مواجهة المشروع الاميركي والاحتلال الصهيوني، وبذل في سبيل ذلك دمه حتى نال الشهادة وأسمى مراتب الكرامة والكمال الإنساني».[58]
- أنصار الله الحوثيون: نعى المكتب السياسي للحركة استشهاد يحيى السنوار وقال: «بقلوب مكلومة ننعي شهيد فلسطين والأمة رئيس المكتب السياسي لحركة حماس والعقل المدبر لطوفان الأقصى يحيى السنوار...عزاؤنا أن القائد الجهادي الكبير رحل بطلا مقداما وقد نكل بأعداء الله وفرض عليهم حربا وجودية»،[59] فيما نعى زعيم الحوثيون عبد الملك الحوثي السنوار وقال: «إن استشهاد يحيى السنوار لن يوقف مساندة ودعم جماعته لقطاع غزة بل يزيد من أصرارها على مواصلة مسار التصعيد العسكري لقطاع غزة عبر البحر والبر، وإذا تصور العدو الإسرائيلي أن استشهاد القائد السنوار سيؤدي لانهيار جبهة الجهاد الكبرى في قطاع غزة العزة وكسر الروح المعنوية للمجاهدين فهو وأهم» وأضاف «أن حركة حماس معطاءة ومتماسكة وقدمت الشهداء القادة من يومها الأول ولم تتأثر باستشهاد مؤسسها وقادة من أبرز قادتها، ولم تضع راية الجهاد ولم تترك الميدان ولم ترفع راية الاستسلام» وأكد على «مواصلة مسار جماعته التصعيدي بالعمليات العسكرية الجهادية في البحار وبالقصف بالصواريخ والمسيرات لعمق فلسطين المحتلة ضد العدو الصهيوني في إطار المرحلة الخامسة من التصعيد.[60]
- العراق:
  -  المجلس الأعلى الإسلامي العراقي: نعى رئيس المجلس الأعلى الإسلامي الشيخ همام حمودي السنوار وقال: «إن الشهيد السنوار نموذج رائع للبسالة والإقدام وروح التحدي للاحتلال والظلم والغطرسة الدموية» وأضاف أن المقاومة ستستمر وتتصاعد قائلاً: «المقاومة ثقافة وفكر وعقيدة لا تموت باستشهاد قائد من أبطالها».[61] فيما نعى المرجع الديني الشيخ جواد الخالصي السنوار وقال: «الذي استُشهد في ميدان العزة والكرامة مقاتلاً عنيداً مقبلاً غير مدبر حاملاً سلاحه، ومدافعاً عن قضيته وشعبه وأرضه حتى اللحظة الأخيرة» مشددًا على أنّ «المعركة التي خاضها الشهيد السنوار وإخوانه في المقاومة ما زالت مستمرة ولن تتوقف إلا بالنصر».[61]
  - حركة النجباء: نشرت الحركة العراقية بياناً «تنعى وتبارك فيه للشهيد» وقالت إن «مسيرة جهاد حافلة تتكلل بالشهادة إنما هي مسيرة مشرفة تجعل من خط الممانعة والمقاومة خطاً مباركاً مضمخاً بالدماء الطاهرة التي تعبد طريق التحرر من نير الاحتلال الغاشم الغادر الذي اتخذ حيلة القتل غيلة لعلمه أنه خسر الميدان وظهر للعالم ضعفه ووهنه» وأضافت «وكان مصداقاً لقول سيد المقاومة الشهيد القائد حسن نصر الله الذي وصف الكيان اللقيط بأنه أوهن من بيت العنكبوت».[61]
  -  كتائب حزب الله: نعى الأمين العام للكتائب أبو حسين الحميداوي في بيان استشهاد السنوار.[62]

### الدولية
- تركيا: أعرب وزير الخارجية التركي هاكان فيدان عن تعازيه بإستشهاد يحيى السنوار خلال محادثات مع أعضاء المكتب السياسي لحماس.[63][64]
- أفغانستان: قال المتحدث باسم الحكومة الأفغانية لطالبان ذبيح الله مجاهد في بيان: «تلقينا ببالغ الحزن خبر استشهاد القائد يحيى السنوار» مضيفا أن مقتله «سيجعل المقاومة الجهادية ضد العدو أكثر قوة وعنفوانا»،[65] فيما نعى أنس حقاني أحد كبار أعضاء طالبان السنوار واعتبره «أحد أعظم المقاتلين في التاريخ».[66]
- الصين: في سؤال حول مقتل السنوار، صرح المتحدث باسم وزارة الخارجية ماو نينغ أن "الصين تعتقد أن الأولوية الملحة هي التنفيذ الكامل والفعال لقرارات مجلس الأمن الدولي ذات الصلة، والتوصل فورًا إلى وقف إطلاق النار في غزة، وحماية المدنيين بجدية، وضمان المساعدات الإنسانية وتجنب المزيد من تصعيد الصراع والمواجهة".[67]
- روسيا: قال السكرتير الصحفي للكرملين ديمتري بيسكوف إن روسيا لديها "مخاوف جدية" بشأن عواقب قتل إسرائيل للسنوار، وخاصة على السكان المدنيين.[68][69]
- حلف شمال الأطلسي: قال الأمين العام لحلف الناتو مارك روته إن السنوار «معترف به على نطاق واسع باعتباره مهندس ما أسماها الهجمات الإرهابية التي وقعت في السابع من أكتوبر 2023 على إسرائيل» وأضاف «لقد أدنت هذه الهجمات، وأدانها جميع الحلفاء وأدانتها كل نفس عاقلة في العالم لذا إذا مات، فلن أفتقده شخصيًا».[70]
- المملكة المتحدة: صرح وزير الدفاع جون هيلي أنه في حين أن المملكة المتحدة لا تزال تنتظر تأكيد وفاة السنوار، فقد قال: «أنا شخصيًا لن أحزن على وفاة زعيم إرهابي مثل السنوار - شخص كان مسؤولاً عن الهجوم الإرهابي في 7 أكتوبر»، وأضاف هيلي أنه والحكومة البريطانية تدركان أن هذا الهجوم «لم يتسبب فقط في أشد الأيام قتامة ودموية للشعب اليهودي منذ الحرب العالمية الثانية» وزعم أنه تسبب أيضًا في أكثر من عام من الصراع ومستوى لا يطاق من الضحايا المدنيين الفلسطينيين».[71][72]
- : أصدر الرئيس الأمريكي جو بايدن بيانًا صحفيًا، قال فيه أن «هذا يوم جيد لإسرائيل والولايات المتحدة والعالم»، وأضاف أن «السنوار بصفته زعيمًا لجماعة حماس الإرهابية كان مسؤولاً عن مقتل الآلاف من الإسرائيليين والفلسطينيين والأمريكيين والمواطنين من أكثر من 30 دولة»، وأشاد بايدن بالجيش الإسرائيلي لملاحقته لقادة حماس، وقارن العملية بالغارة التي قتلت أسامة بن لادن عام 2011. وأكد أن لإسرائيل الحق في تفكيك حماس، مسلطًا الضوء على أن الجماعة لم تعد قادرة على تنفيذ هجمات مثل تلك التي وقعت في 7 أكتوبر. وذكر بايدن أن وفاة السنوار أزالت «عقبة لا يمكن التغلب عليها»، مما خلق الأمل في مستقبل بدون حماس في غزة وفتح الباب أمام تسوية سياسية تعود بالنفع على الإسرائيليين والفلسطينيين.[73][74][75] فيما قالت نائبة الرئيس كامالا هاريس إن «العدالة تحققت» بوفاة يحيى السنوار.[76]
- كندا: صرح رئيس الوزراء الكندي جاستن ترودو: «لقد تم القضاء على يحيى السنوار، الزعيم الوحشي لمنظمة حماس الإرهابية، من قبل الجيش الإسرائيلي». وأضاف «تحت قيادة السنوار، نفذت حماس الفظائع المروعة في 7 أكتوبر، وسعت إلى تدمير إسرائيل، وشنت هجمات إرهابية لا معنى لها ومدمرة على المدنيين في جميع أنحاء المنطقة، اليوم يقدم قدرًا من العدالة لضحاياه وعائلاتهم، إن موت السنوار ينهي عهد الإرهاب».[77]
- فرنسا: صرح الرئيس إيمانويل ماكرون وقال أن "يحيى السنوار هو الشخص الرئيسي المسؤول عن الهجمات الإرهابية والأعمال البربرية التي وقعت في السابع من أكتوبر، واليوم، أفكر بعاطفة في الضحايا، بمن فيهم 48 من مواطنينا، وأحبائهم وقال أن فرنسا تطالب بالإفراج عن جميع الرهائن الذين لا يزالون محتجزين لدى حماس".[78]
- الاتحاد الأوروبي: وصف وزير خارجية الاتحاد جوزيب بوريل السنوار بأنه "عقبة أمام وقف إطلاق النار المطلوب بشكل عاجل والإفراج غير المشروط عن جميع الرهائن"، مضيفًا أنه "إرهابي" مسؤول عن هجمات 7 أكتوبر.[79][80]

## تحليلات
وصفت وكالة «أسوشيتد برس» مقتل السنوار بأنه «نقطة تحول دراماتيكية» في الحرب، مشيرة إلى أن هذه العملية «تقطع رأس الجماعة المسلحة الفلسطينية التي كانت تتعرض لضربات متكررة بسبب الاغتيالات».
توقع المدير التنفيذي لمنتدى السياسة الإسرائيلية ديفيد إم. هالبرين ورئيس منظمة جي ستريت جيريمي بن عامي أن مقتل السنوار قد يكون فرصة لاستعادة الرهائن وتهدئة الوضع. بينما قال غيرشون باسكين، الذي ساعد في التفاوض على صفقة شاليط في 2011، إن التوصل إلى اتفاق شامل بشأن الرهائن قد يستغرق 3-4 أيام.